# جزر في في

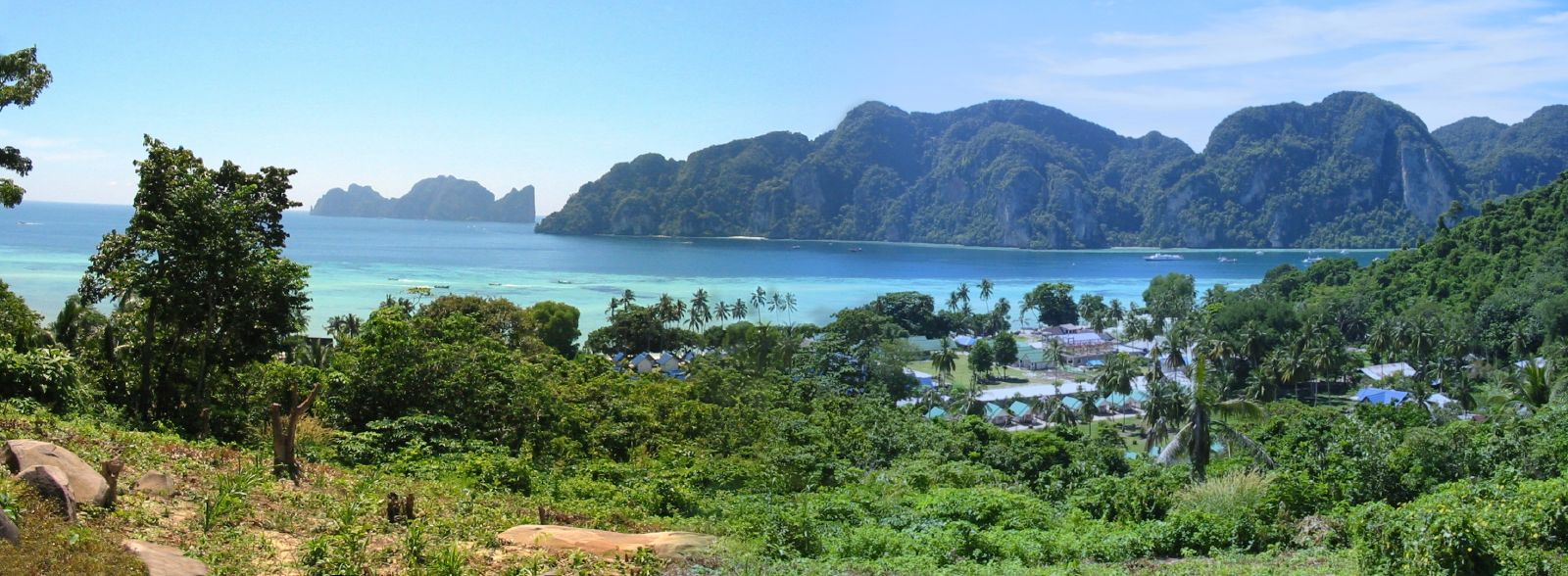
صورة من الجزيرة

جزر في في تقع في تايلاند بين جزيرة بوكيت والساحل الغربي لبحر أندامان، وتتكون من مجموعة جزر صغيرة، وتنتمي إداريا لمقاطعة كرابي.
كو في في دون (كو = الجزيرة باللغة التايلاندية) هي أكبر جزيرة في هذه المجموعة، والوحيدة التي يقطن بها سكان، بينما شواطئ الجزيرة الأخرى كو في في لي تعتبر الأكثر زيارة من السياح، رغم عدم وجود أماكن للإقامة، لكن يمكن أن تصل لها بسرعة بقارب من جزيرة في في، باقي الجزر الفرعية في جزيرة في في الكبرى ليست أكثر من مجرد صخور ووجود أعداد هائلة من الحجر الجيري المنتشرة جنب البحر.
في في دون كان يقطنها صيادون مسلمون في أواخر الأربعينات، وحتى الآن حيث يعتبر أكثر من 80% من تايلانديي الجزيرة مسلمون، ويوجد بعض البوذيون في الشمال الشرقي للجزيرة.
جزيرة في في كانت خلفية لفيلم سنة 2000 The Beach الشاطئ، حيث تم تصوير أغلب أجزاء الفيلم بشاطئ الجزيرة وفي كهف الفايكينغ، رغم أن مسؤولي الجزيرة رفضوا في الأول تغيير بعض مناظر الجزيرة وتغيير شكلها إلا أنهم وافقوا في الأخير حين وجدوا بأن الفيلم سيؤتر بشكل إيجابي على شعبية في في.
في في كانت أيضا مكان اختباء جيمس بوند في فيلمه الرجل ذو المسدس الذهبي.
بعد خروج فيلم الشاطئ للقاعات السينمائية، اشتهرت جزيرة في في وأصبح الإقبال عليها متزايدا وكذلك عدد السكان، وتم تشييد العديد من المباني والفنادق فيها.
زلزال المحيط الهندي تسونامي دمِر في ديسمبر 2004 كل البنيات التحتية بالجزيرة، تقريبا، ومع ذلك تم إعادة الكهرباء والماء والصراف المالي وبعض الخدمات المهمة على وجه السرعة، رغم أن خط الإنترنت لم يصل لكامل جودته بعد.

## تاريخ الجزيرة
من المكتشفات الأثرية، حيث يعتقد أن الجزيرة كانت واحدة من أقدم المناطق بتايلاند حيث يعود تاريخها إلى فترة ما قبل التاريخ.
اسم في في، نابع من لغة الملايو، وهو يشير لخشب المانغروف الموجود في الجزيرة بكثرة، الجزيرة أخدت وصف حديقة وطنية سنة 1983.

## معرض صور

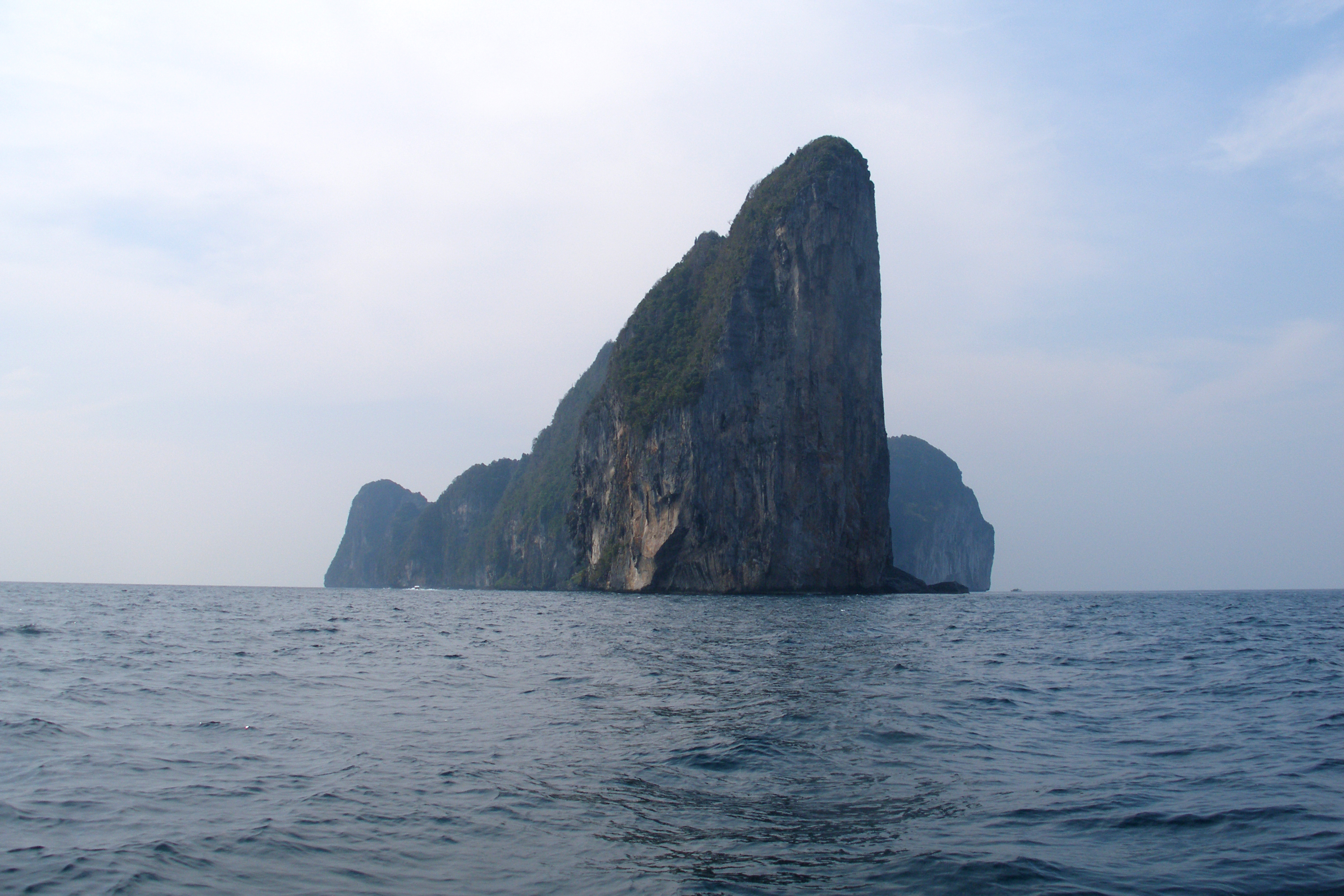
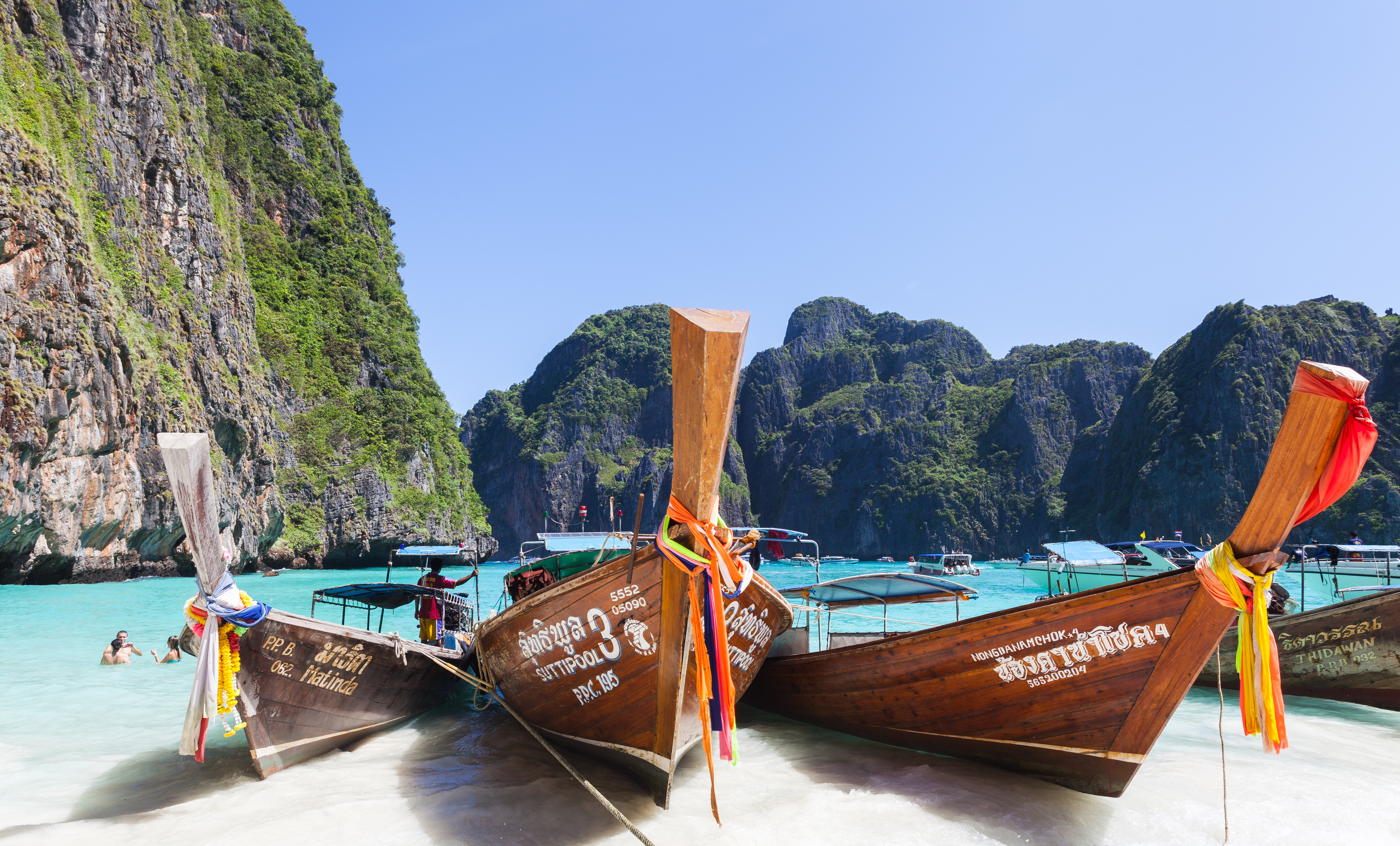
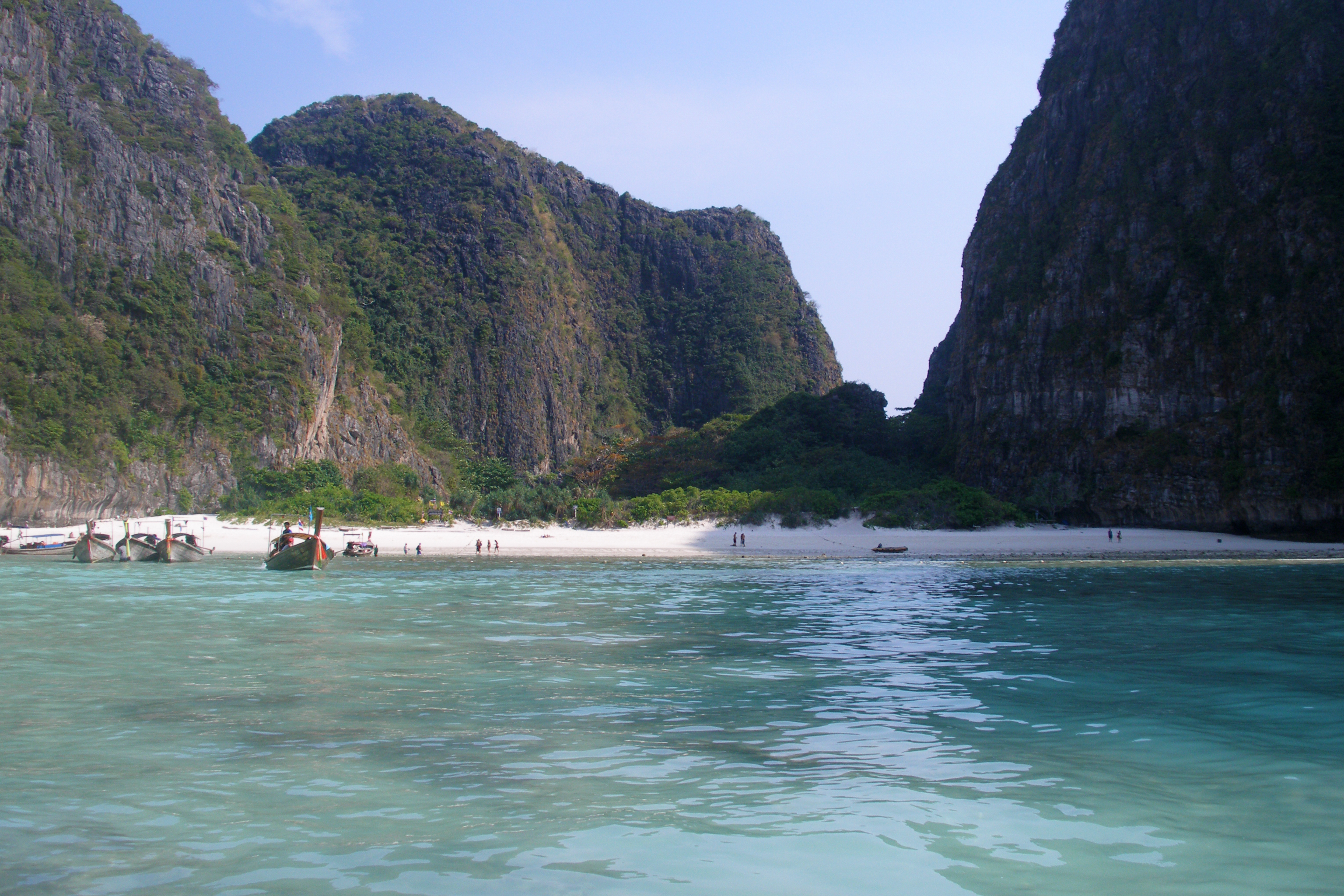
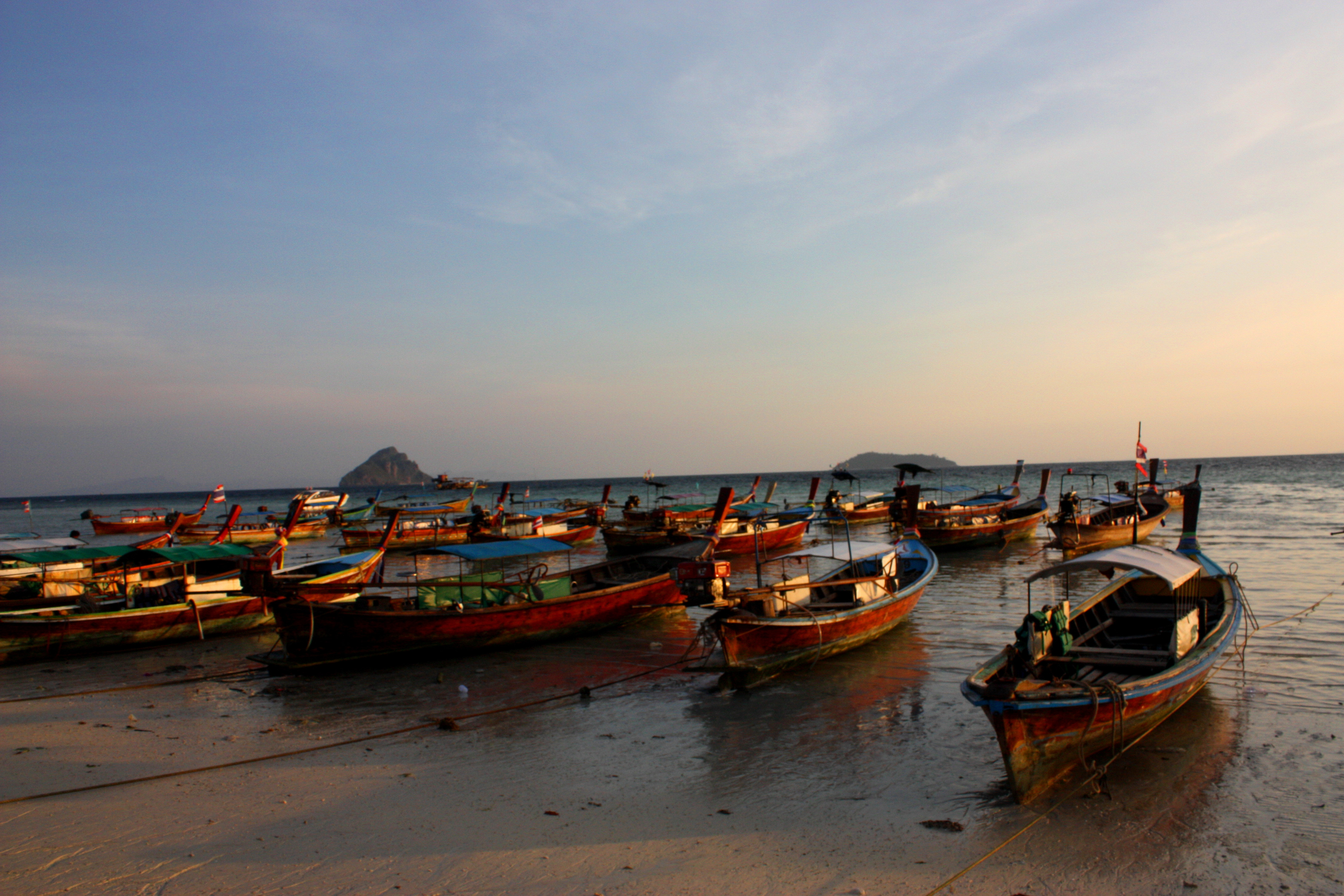
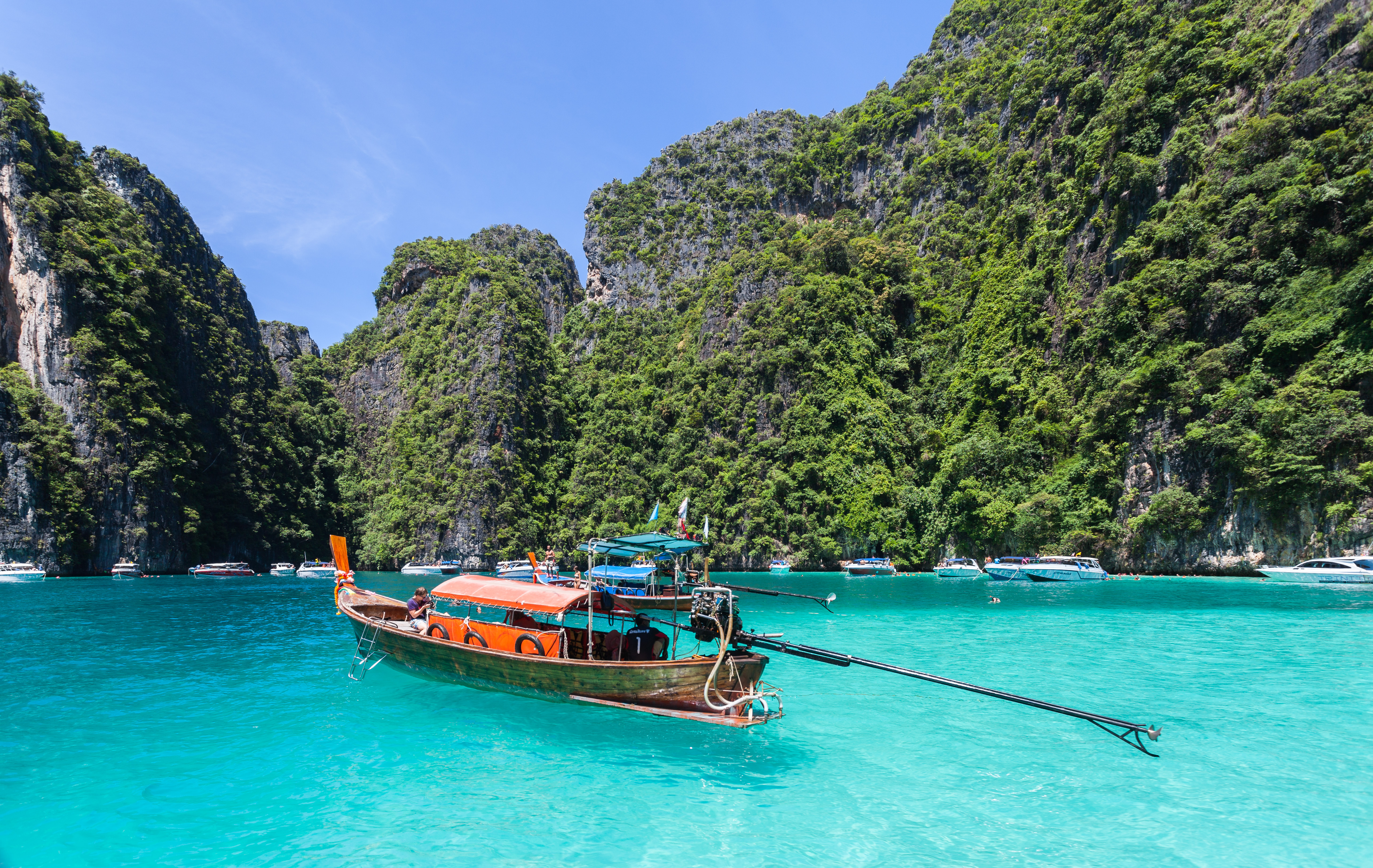